# Tháp Bằng An
Tháp Bằng An là một trong những tháp Chăm cổ còn sót lại ở tỉnh Quảng Nam. Tháp thuộc địa phận phường Điện An, thị xã Điện Bàn; cách thành phố Đà Nẵng khoảng 30 km, cách đô thị cổ Hội An khoảng 14 km và cách Quốc lộ 1 khoảng 1,2 km.

## Lịch sử
Tháp được xây vào khoảng cuối thế kỉ thứ 11 đến đầu thế kỉ thứ 12 dưới triều đại vua Bhadravarman.

## Kiến trúc
Tháp có kiến trúc độc đáo mang hình một linga thẳng đứng.
Tháp được xây dựng theo hình bát giác, mỗi cạnh rộng 4 m. Tháp cao 21,5m (gồm phần thân và mái tháp); thân cao 12,7 m được bọc kín chỉ có một lối đi vào qua tiền sảnh dài 6 m, rộng 1,55 m. Chóp tháp nhọn, thon, bên trong thờ một linga bằng đá - biểu tượng của thần Siva tượng trưng cho sức mạnh (nay chỉ còn bệ thờ).
Phía trước tháp có hai con vật bằng đá là sư tử và voi. Theo sự đánh giá của các nhà nghiên cứu văn hóa Chăm thì tháp Bằng An là một di tích có giá trị cao về mặt lịch sử liên quan đến tôn giáo, tín ngưỡng của người Chăm.
Tháp Bằng An là tháp hình bát giác duy nhất còn ở Việt Nam.